# Зеленівська сільська рада (Приморський район)
| Зеленівська сільська рада — колишній орган місцевого самоврядування у Приморському районі Запорізької області з адміністративним центром у с. Зеленівка. Водойми на території сільради: р. Лозуватка. Сільській раді були підпорядковані населені пункти: - с. Зеленівка - с-ще Нельгівка - с. Нельгівка |

## Склад ради
Рада складалася з 14 депутатів та голови.
Секретар сільської ради — Станчевська Світлана Миколаївна

### Керівний склад ради
| ПІБ                        | Основні відомості                                                                                   | Дата обрання | Дата звільнення |
| -------------------------- | --------------------------------------------------------------------------------------------------- | ------------ | --------------- |
| Большов Сергій Миколайович | Сільський голова, 1958 року народження, освіта, член Соціалістичної партії України                  | 26.03.2006   | 31.10.2010      |
| Большов Сергій Миколайович | Сільський голова, 1958 року народження, освіта середня спеціальна, член Партії регіонів             | 31.10.2010   | 25.10.2015      |
| Большов Сергій Миколайович | Сільський голова, 1958 року народження, освіта: середня спеціальна, самовисуванець, безпартійний(1) | 25.10.2015   |                 |

Примітка: таблиця складена за даними джерела